# Michael Rozario
Michael Rozario (* 18. Januar 1926 in Solepur; † 18. März 2007 in Dhaka) war Erzbischof von Dhaka in Bangladesch.

## Leben
Michael Rozario empfing am 22. Dezember 1956 die Priesterweihe.
Am 5. September 1968 wurde er von Papst Paul VI. zum Bischof von Dinajpur ernannt. Die Bischofsweihe spendete ihm der Apostolische Pro-Nuntius in Pakistan, Erzbischof Costante Maltoni, am 8. Dezember desselben Jahres. Mitkonsekratoren waren der Erzbischof von Dacca, Theotonius Amal Ganguly CSC, und der Altbischof von Dinajpur, Giuseppe Obert PIME.
Am 17. Dezember 1977 erfolgte die Ernennung zum Erzbischof von Dacca (ab 1982: Dhaka). Er war langjähriger Vorsitzender der Bischofskonferenz von Bangladesch (CBCB).
Am 9. Juli 2005 nahm Papst Benedikt XVI. seinen altersbedingten Rücktritt an.